# 龍星戰 (韓國)
韓國龍星戰是韩国国内的一项围棋比赛，2018年开办，与中国龙星战一样由日本围棋将棋频道赞助，冠军的奖金为3000万韩元。比赛采用加秒制，每方用时20分钟，每步加20秒。
第一屆比赛由 金志錫九段 2-1 战胜 姜東潤九段夺冠。
第二屆比赛由 朴廷桓九段 2-0 戰勝 申真諝九段奪冠。
第三屆比赛由 申真谞九段 2-0 戰勝朴廷桓九段奪冠。